# Camellia connata
Camellia connata är en tvåhjärtbladig växtart som beskrevs av William Grant Craib. Camellia connata ingår i släktet Camellia och familjen Theaceae. Inga underarter finns listade i Catalogue of Life.